# Старково (станция, Юрьев-Польский район)
Старко́во — посёлок при станции в Юрьев-Польском районе Владимирской области России, входит в состав Красносельского сельского поселения.

## География
Посёлок расположен в 20 км на восток от райцентра города Юрьев-Польский, железнодорожная станция Старково на линии Бельково — Иваново, в 5 км на север от села Старково.

## История
Возник в начале XX века при строительстве ж/д линии Бельково — Иваново, входил в состав Паршинской волости Юрьевского уезда, с 1925 года — в составе Лучинской волости Юрьев-Польского уезда Иваново-Вознесенской губернии. В 1905 году в посёлке числилось 3 двора.
С 1929 года посёлок при станции входил в состав Паршинского сельсовета Юрьев-Польского района, с 1940 года — в составе Турабьевского сельсовета, с 1954 года — в составе Малолучинского сельсовета, с 1977 года — в составе Шипиловского сельсовета, с 2005 года — в составе Красносельского сельского поселения.

## Население
| 1905 | 2002 | 2010 | 2021 |
| ---- | ---- | ---- | ---- |
| 25   | ↘7   | ↘1   | ↗3   |